# 193 Амброзија
193 Амброзија (лат. 193 Ambrosia) је астероид главног астероидног појаса чија средња удаљеност од Сунца износи 2,600 астрономских јединица (АЈ).
Апсолутна магнитуда астероида је 9,68 а геометријски албедо 0,233.